# Mimetus labiatus
Mimetus labiatus är en spindelart som beskrevs av Wang 1990. Mimetus labiatus ingår i släktet Mimetus och familjen kaparspindlar. Inga underarter finns listade i Catalogue of Life.